# فرودگاه نگاری گونسا
فرودگاه نگاری گونسا (به انگلیسی: Ngari Gunsa Airport) یک فرودگاه نظامی و همگانی با کد یاتا NGQ است که یک باند فرود آسفالت دارد و طول باند آن ۴۵۰۰ متر است. این فرودگاه در کشور نیجریه قرار دارد و در ارتفاع ۴۲۷۴ متری از سطح دریا واقع شده‌است.

## شرکت‌های هواپیمایی و مقصدهای پروازی
| شرکت‌های هواپیمایی  | مقصدهای پروازی        |
| ------------------ | --------------------- |
| هواپیمایی شرقی چین | کاشغر                 |
| تبت ایرلاینز       | لهاسا گونگار          |
| Lucky Air          | کاشغر، اورومچی دیووپو |